# Perché uccidere Patience?
Perché uccidere Patience? (titolo originale He Wouldn't Kill Patience) è un romanzo poliziesco di Carter Dickson, il quindicesimo della serie di gialli che ha come protagonista Sir Henry Merrivale, alias H.M. - detto il Vecchio. È un classico enigma della camera chiusa.

## Trama
Londra, settembre 1940. I Quint e i Palliser sono due famiglie di illusionisti e prestigiatori, celebri da generazioni presso il pubblico londinese e divise da una feroce rivalità. Carey Quint è l'ultimo discendente della sua famiglia, così come Madge Palliser - prima donna in procinto di debuttare come protagonista in uno spettacolo di magia - della sua. Il caso li porta a incontrarsi nel padiglione dei rettili del Royal Albert Zoo e ad avere un feroce litigio, che coinvolge anche Sir Henry Merrivale, il Vecchio, ex capo dei servizi segreti, e che causa un pandemonio, nonché la fuga di alcuni esemplari. Trascinati entrambi dal guardiano a rapporto dal direttore, fanno la conoscenza di Louise, sua figlia. Louise chiede ai due maghi di fare ammenda, per così dire, tenendo un piccolo spettacolo privato a sorpresa per suo padre, Ned Benton, che è molto depresso e preoccupato per l'imminente chiusura dello zoo a causa del temuto inizio dei bombardamenti tedeschi sulla città.
 
Carey e Madge, così come Sir Henry, accettano l'invito per quella stessa sera, a cena. Ma, quando i tre arrivano, trovano la casa apparentemente deserta. Poco dopo il guardiano notturno dà l'allarme perché da una delle finestre dello studio di Ned Benton filtra della luce, in violazione dell'oscuramento. Quando Sir Henry e i due illusionisti provano a entrare nello studio, scoprono che la stanza è stata sigillata dall'interno, porte e finestre, con strisce di carta appiccicate con la colla. Il rubinetto della stufa a gas è stato aperto completamente, la stanza ne è satura e Ned Benton giace morto sul pavimento.

In apparenza si tratta di un evidente caso di suicidio, ma Louise Benton non ne è convinta. Suo padre non avrebbe mai coinvolto nel suo suicidio il suo animale domestico preferito, un serpente di nome Patience, che stava in una teca di vetro nello studio e che è stato a sua volta ucciso dal gas. Chiede perciò a Sir Henry di indagare per dimostrare che si è trattato in realtà di un omicidio. Ben presto altri eventi, tra i quali due attentati alla vita di Madge Palliser, dimostreranno che c'è effettivamente un assassino all'opera. Toccherà a Sir Henry spiegare come abbia fatto l'omicida a uscire dalla stanza lasciandola ermeticamente sigillata.

## Personaggi principali
- Edward "Ned" Benton - direttore del Royal Albert Zoo
- Louise Benton - sua figlia
- Horace Benton - suo fratello
- Carey Quint - illusionista
- Madge Palliser - illusionista
- Dottor Jack Rivers - fidanzato di Louise Benton
- Capitano Noble - cacciatore di selvaggina africana
- Agnes Noble - sua moglie e procuratrice d'affari
- Mike Parsons - guardiano dello zoo
- Angus MacTavish - capo guardiano dello zoo
- Humphrey Masters - ispettore capo di Scotland Yard
- Sir Henry Merrivale - il Vecchio

## Critica
"H.M., che compare fin dalle prime pagine, è a portata di mano per risolvere il caso, insieme all'Ispettore Masters, che fa molto poco, e a una coppia di maghi rivali, che forniscono il lato romantico della storia, con i battibecchi preferiti da Carr. [...] Non ci sono personaggi memorabili, tranne un guardiano dello zoo splendidamente misantropo, ma sono tutti sufficienti e non irritanti (tranne una donna di mezza età, che però almeno è fatta per essere irritante). C'è della buona comicità all'inizio a spese di H.M., che è in buona forma per tutto il libro. L'ambientazione nello zoo è ben fatta, di volta in volta divertente e sinistra, ed è fusa in modo efficace con il contemporaneo Blitz su Londra. [...] Ironicamente, la parte più debole del libro potrebbe essere il problema della camera chiusa, la cui spiegazione, non essendo così miracolosa, potrebbe lasciare delusi alcuni lettori. Ma è indicata in modo leale dagli indizi, così come l'identità dell'assassino."
L'idea di base del meccanismo della camera chiusa di questo romanzo nacque da una sfida tra l'autore, Carr, e il suo amico Clayton Rawson, come svelato da Ellery Queen nella sua raccolta di saggi In the Queen's Parlor:

"Rawson non poté resistere e scrisse a Carr in tono di sfida: 'Ci sono. La vittima viene trovata in una stanza le cui uscite sono tutte sigillate dall'interno con carta gommata adesiva e dalla quale l'assassino è svanito - e con una spiegazione così breve che si potrebbe scrivere sulla punta di uno spillo.' E poi, sperando naturalmente di procurare al collega alcune notti insonni, Rawson accuratamente omise di spiegargli il trucco. Carr, come c'era da aspettarsi, accettò la sfida. [...] La risposta di Carr all'omicidio della carta gommata fu pubblicata per prima, nel suo romanzo a firma Carter Dickson Perché uccidere Patience? La risposta di Rawson vide infine la luce nel suo racconto breve intitolato Da un altro mondo. Fortunatamente per entrambi, sfidante e sfidato, le due soluzioni risultarono completamente diverse."

## Opere derivate
La BBC trasmise nel 1959 un adattamento radiofonico dal titolo He Wouldn't Kill Patience, tratto dal romanzo, con Felix Felton nella parte di H.M.

## Edizioni
- Carter Dickson, Perché uccidere Patience?, traduzione di Anna Maria Francavilla, collana Classici del Giallo n. 862, Arnoldo Mondadori Editore, 2000,  p. 252.